# Gale (kráter)
Gale je impaktní kráter na povrchu Marsu, vzniklý v době asi před 3,5 – 3,8 miliardami let. Jeho průměr je 154 km a hloubka kolem 4 km. V jeho středu se nachází 4,5 km vysoká hora nazvaná Aeolis Mons. Kráter je pojmenován podle australského bankéře astronoma Waltera Fredericka Gala.
V severozápadní části kráteru na planině Aeolis Palus přistálo 6. srpna 2012 vozítko NASA Curiosity. Dle plánu by mělo postupovat po úbočí hory, u které se předpokládá, že poskytne pohled do geologické minulosti Marsu.